# الک مک‌لین
الک مک‌لین (انگلیسی: Alec McLean؛ زادهٔ ۱۸ اکتبر ۱۹۵۰) ورزشکار روئینگ اهل نیوزیلند است.
وی در مسابقات کشوری و بین‌المللی در مجموع برندهٔ ۳ مدال برنز شده‌است.